# Jacques de l'Ange
Jacques de l'Ange ou le Monogrammist JAD (fl. 1630 - 1650) est un peintre baroque flamand connu pour des scènes de genre et peinture d'histoire exécutées dans un style caravagiste. L'artiste n'est redécouvert qu'au milieu des années 1990, son œuvre ayant été attribué à d'autres suiveurs nordiques du Caravage et en particulier à ceux de l'École caravagesque d'Utrecht.

## Biographie

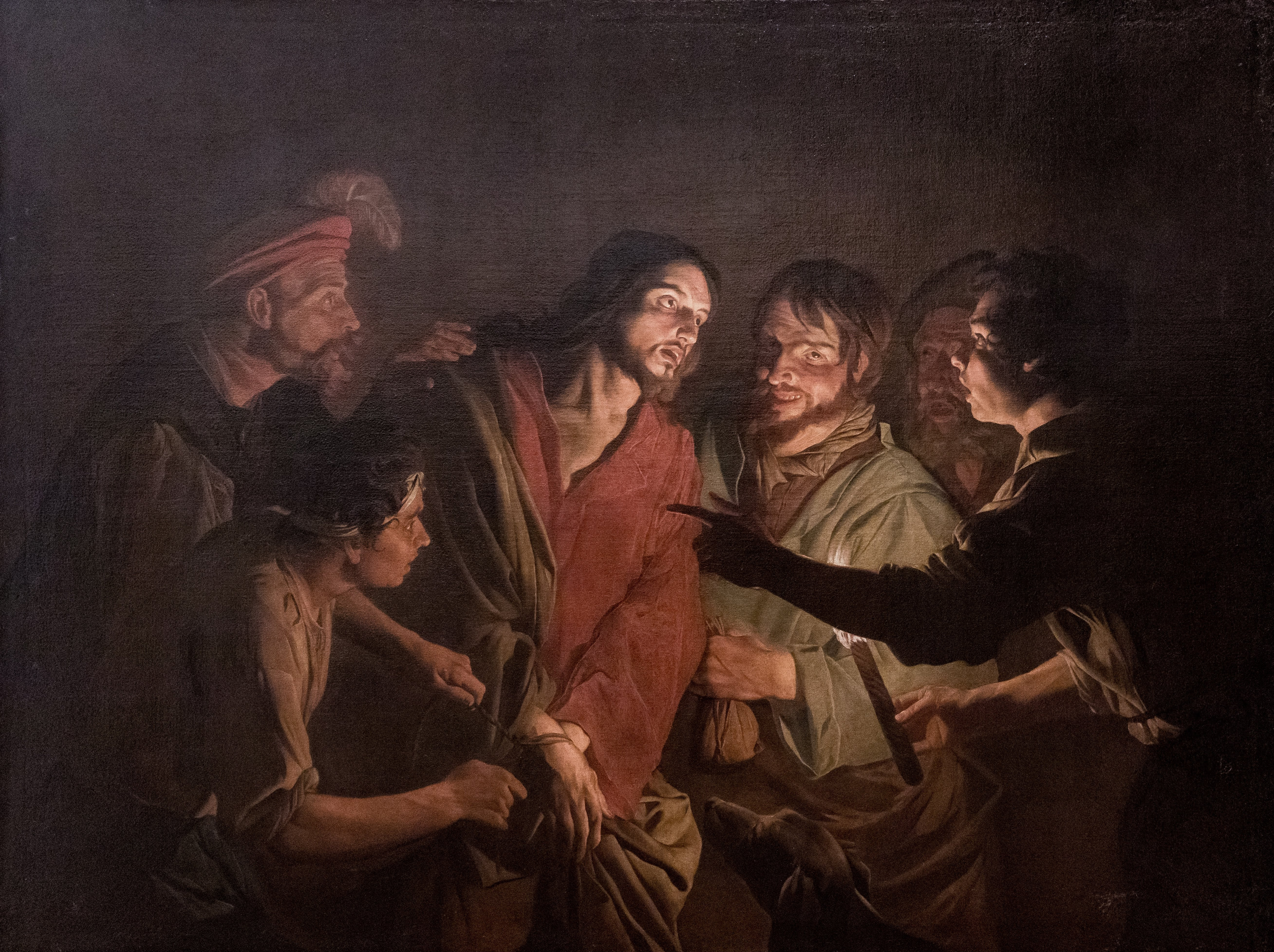
L'Arrestation du Christ

On sait très peu de choses sur la vie de Jacques de l'Ange. Il n'est pas certain qu'il doit être identifié avec le peintre d'histoire et de genre Jacques (Jacob) de Langhe qui est actif à Anvers vers 1632-1633 et qui est l'élève de Jan Cossiers. Jacques de l'Ange est connu pour s'être formé sous Jan Cossiers.
Il devient maître à la guilde de Saint-Luc d'Anvers en 1632-1633. Il est actif à Anvers vers 1630-1640.

## Œuvre

### Redécouverte

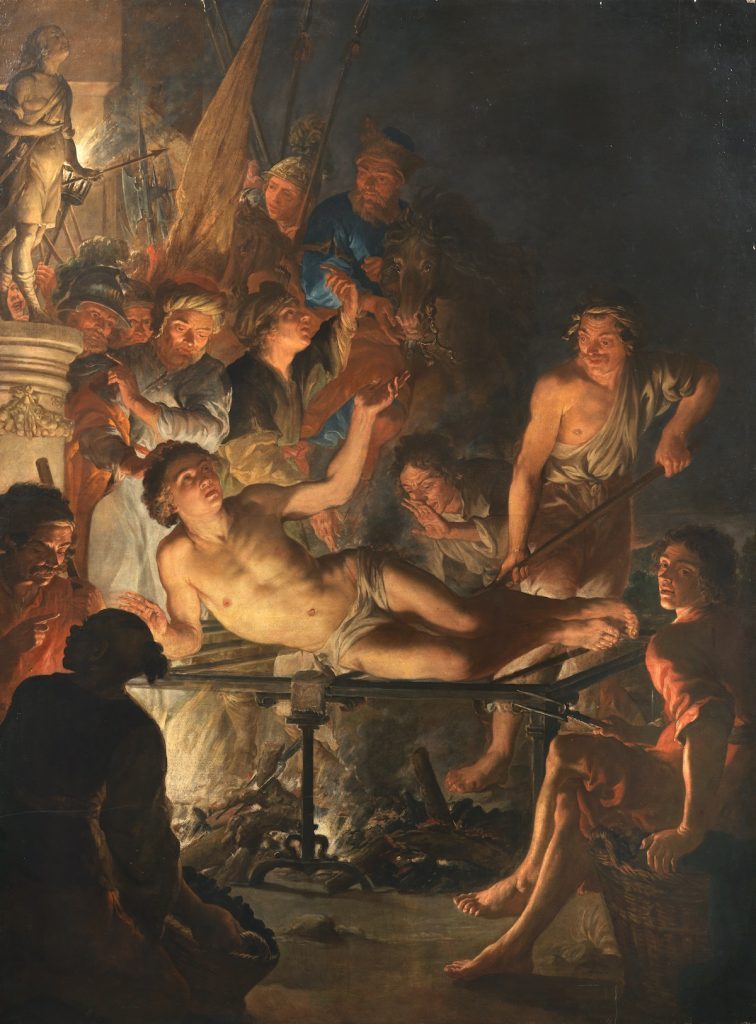
Le martyre de Saint Laurent

Jacques de l'Ange n'a été redécouvert qu'en 1994 par l'historien d'art Bernhard Schnackenburg lorsqu'il a réussi à lier le tableau de la Sainte Famille au Noordbrabants Museum (en) de Bois-le-Duc signé avec le monogramme JAD. Jusque là, Jacques de l'Ange était seulement connu comme le Monogrammist JAD parce qu'il signait ses toiles avec ces initiales.
Avant sa redécouverte, les tableaux de Jacques de l'Ange étaient attribués à d'autres peintres principalement de l'école caravagesque d'Utrecht, comme Gerard van Honthorst, Joachim von Sandrart et Matthias Stom. La confusion avec ces autres peintres était probablement due au fait que, comme eux, Jacques de l'Ange a peint dans un style influencé par le Caravage. Jan Cossiers, le maître de Jacques de l'Ange, a également débuté comme disciple du Caravage, dont Cossiers a peut-être étudié l'œuvre lors d'un séjour à Rome.

### Peinture d'histoire
Les compositions actuellement attribuées à de l'Ange comprennent des sujets religieux et mythologiques ainsi que des scènes de genre allégoriques. Les exemples de la première comprennent le Prométhée enchaîné (Lempertz, 19 mai 2007, Cologne, lot 1085) et La Sainte Famille (Noordbrabants Museum, Bois-le-Duc). Cette dernière composition a également été attribuée précédemment à Abraham van Diepenbeeck et Pieter van Lint.

### Sept péchés capitaux

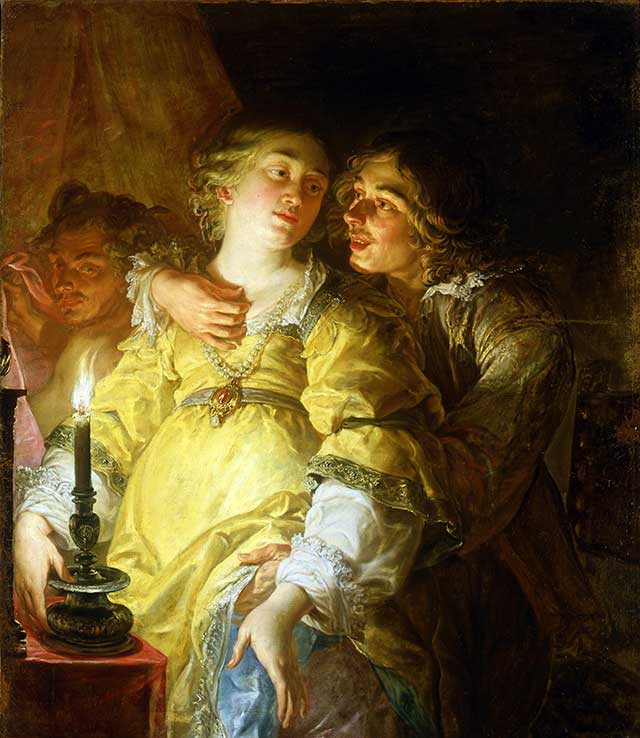
Les Amoureux, Allégorie de la Luxure.

Jacques de l'Ange est principalement connu pour sa série de sept peintures de genre représentant les sept péchés capitaux. Il exécute plusieurs copies de la série attestant de la popularité du sujet à l'époque. Ils sont conservés, entre autres, au Musée de l'Ermitage, au Milwaukee Art Museum, au Museumslandschaft Hessen Kassel (en) et au Musée de la civilisation (Québec). Sur son site Internet, l'Ermitage attribue encore à Joachim von Sandrart l'Allégorie de la vanité. Un autre tableau de la série des péchés capitaux représentant « luxure » a été identifié dans la collection de la Galleria Parmeggiani (it) de Reggio d'Émilie, où il avait été attribué à Joachim Sandrart et Matthias Stom,.
L'Ashmolean Museum a un ensemble complet des sept compositions exécutées sur cuivre. Celles-ci auraient été peintes par Jacques de l'Ange comme des modelli après la fin de la série vers 1642.
Comme d'autres suiveurs du Caravage, de l'Ange utilisait la lumière, généralement d'une seule source, pour créer un effet dramatique. Par exemple, dans sa composition représentant Luxure, il a placé une bougie sur le côté gauche de la composition pour créer des ombres dramatiques, presque comme dans un théâtre. En conséquence, la scène émerge du fond sombre et gagne en profondeur à mesure que la modélisation des figures est accentuée.

### Répartition des œuvres
- La Gourmandise, 1642, huile sur toile, 113 cm x 93 cm, Musée de la civilisation, collection du Séminaire de Québec, Québec[11]
- La Paresse, 1640,  huile sur toile, 113 cm x 93 cm, Musée de la civilisation, collection du Séminaire de Québec, Québec[11]
- L'orgeuil, 1640,  huile sur toile, 113 cm x 93 cm, Musée de la civilisation, collection du Séminaire de Québec, Québec[11]
- L'avarice, 1640, 1640,  huile sur toile, 113 cm x 93 cm, Musée de la civilisation, collection du Séminaire de Québec, Québec[11]
- La colère, 1640,  huile sur toile, 113 cm x 93 cm, Musée de la civilisation, collection du Séminaire de Québec, Québec[11]
- Gluttony, 1642, huile sur toile, 125 × 102 cm, Milwaukee Art Museum, Milwaukee, Wisconsin, États-Unis[12]